# Lisi Leututu
Lisi Leututu (21 agosto 1970) è un ex calciatore samoano americano, di ruolo difensore.